# -graphie
Das Suffix -graphie bzw. -grafie (von γραφή graphē oder γραφία graphía) stammt von dem griechischen Verb γράφειν gráphein „schreiben, zeichnen“ ab. Hier wird immer etwas geschrieben, beschrieben, aufgezeichnet oder verzeichnet. Als Substantiv bezeichnet Graphie bzw. Grafie die Schreibung an sich, und in diesem Sinne findet es sich auch in Zusammensetzungen (Kalligraphie: „Schönschreibung“, Lithographie: „Steindruck“). Darüber hinaus heißt es allgemein „Beschreibung, Darstellung“ (Biografie: „Lebensbeschreibung“). Bei wissenschaftlichen Fachgebieten bezieht es sich auf deskriptive, also beschreibende Wissenschaftszweige – es findet sich im allgemeinen Deutsch auch mit dem unspezifischen Begriff -kunde (Geographie: „Erdkunde“).
Oft wird ein Mensch, der etwas aufschreibt oder aufzeichnet, beziehungsweise seine Funktion, mit der Endung -graph bzw. -graf bezeichnet, zum Beispiel Stenograph. Aber auch aufzeichnende Geräte wie Seismograph oder Tachograph erhalten diese Endung. Der Graph und das Autograph stellen eine Ausnahme dar, indem sie für das Ergebnis einer Aufzeichnung stehen. Allgemein endet die Bezeichnung für das Verfahrensergebnis sonst sehr häufig auf -gramm, beispielsweise Seismogramm und Telegramm. Der Umkehrschluss gilt nicht: Es gibt das Epigramm, aber keine Epigraphie (sondern die Epigraphik), und zum Diagramm sowie Programm existieren ebenfalls keine Äquivalente.
Nach der geltenden Rechtschreibung kann das Wort entweder mit f geschrieben werden, damit die Schrift der deutschen Aussprache entspricht, oder mit ph, damit die griechische Herkunft deutlich wird. Bei eingedeutschten Wörtern ist f üblicher, bei Fachwörtern ph.

## A
- Agrafie/Agraphie – die Unfähigkeit zu schreiben
- Algrafie/Algraphie – ein Flachdruckverfahren zur Buchillustration
- Ampelografie/Ampelographie – Rebsortenkunde
- Angiografie/Angiographie – Darstellung von Blutgefäßen mit Hilfe von Röntgenstrahlen
- Ankylografie/Ankylographie – ein Abbildungsverfahren
- Arteriografie/Arteriographie – bildgebendes Verfahren zur Darstellung arterieller Blutgefäße
- Arthrografie/Arthrographie – radiologische Untersuchungsmethode von Gelenken
- Autobiografie/Autobiographie – eigene Lebensbeschreibung

## B
- Bibliografie/Bibliographie – Literaturverzeichnis
- Biogeografie/Biogeographie – Lehre von der Verbreitung von Pflanzen und Tieren
- Biografie/Biographie – Lebensbeschreibung
- Bodyplethysmographie – Verfahren der Pneumologie zur Messung von Lungen- und Atemparametern
- Bronchografie/Bronchographie – radiologische Darstellung der Atemwege

## C
- Chirografie/Chirographie – das Schreiben von Hand mit einem Schreibgerät
- Choreografie/Choreographie – Beschreibung des (Bewegungs-)Ablaufs
- Chorografie/Chorographie – Beschreibung eines Ortes (veraltet)
- Chromatografie/Chromatographie – Verfahren zur Trennung von Stoffgemischen

## D
- Dakryozystografie/Dakryozystographie – Tränengangsdarstellung
- Demografie/Demographie – Volkszählung
- Dexiografie/Dexiographie – das Schreiben von links nach rechts
- Diavografie/Diavographie – Drucktechnik
- Digrafie/Digraphie – Verwendung von zwei Schriftsystemen für die gleiche Sprache
- Diskografie/Diskographie – Tonträgerverzeichnis (ursprünglich: Schallplattenverzeichnis)
- Dittografie/Dittographie – Doppelschreibung eines Elements (Sprachwissenschaft und Textkritik)
- Doxografie/Doxographie – Darstellung der Lehren von Philosophen
- Driografie/Driographie – ein Offsetdruckverfahren

## E
- Echoenzephalografie/Echoenzephalographie – medizinisches Diagnoseverfahren
- Echografie/Echographie – andere Bezeichnung für Sonografie/Sonographie („Ultraschalluntersuchung“)
- Echokardiografie/Echokardiographie – Herzultraschallverfahren (daher auch: Ultraschallkardiografie)
- Elastografie/Elastographie – medizinisches Diagnoseverfahren basierend auf elastischen Eigenschaften des Gewebes
- Elektroenzephalografie/Elektroenzephalographie – Messung der elektrischen Aktivität des Gehirns (Abkürzung: EEG)
- Elektrokardiografie/Elektrokardiographie – Messung der elektrischen Aktivität aller Herzmuskeln (Abkürzung: EKG)
- Elektromyografie/Elektromyographie – Messung der elektrischen Muskelaktivität (Abkürzung: EMG)
- Elektrookulografie/Elektrookulographie – diagnostisches Verfahren in der Augenheilkunde (Abkürzung: EOG)
- Epistolografie/Epistolographie – Briefsammlung
- Erotografie/Erotographie – Grenzbereich zwischen Erotik und Pornografie
- Ethnografie/Ethnographie – Völkerkunde

## F
- Filmografie/Filmographie – Filmwerkverzeichnis
- Fonografie – siehe unten Phonographie
- Fotografie (selten Photographie) – bildgebende Methode, bei der mit Hilfe von optischen Verfahren ein Lichtbild auf ein lichtempfindliches Medium projiziert wird, sowie das Ergebnis dieser Prozedur

## G
- Galaktografie/Galaktographie – bildgebendes Verfahren zur Darstellung der Milchgänge der weiblichen Brust
- Geografie/Geographie – Erdkunde
- Geomorphographie – Landformenbeschreibung

## H
- Hagiografie/Hagiographie – Lebensbeschreibung von Heiligen (hagios Heiliger)
- Haplografie/Haplographie – Auslassung eines von zwei gleichgeschriebenen aufeinander folgenden Elementen (Sprachwissenschaft und Textkritik)
- Häresiografie/Häresiographie – Beschreibung von Irrlehren
- Hektografie/Hektographie – ein Vervielfältigungsverfahren
- Heliografie/Heliographie – durch Joseph Nicéphore Niépce entwickeltes Verfahren, sehr frühe Variante der Fotografie
- Historiografie/Historiographie – Geschichtsschreibung im engeren Sinne (historia Geschichte)
- Holografie/Holographie – Verfahren, das den Wellencharakter des Lichts ausnutzt, um anschauliche Bilder zu erzeugen
- Homografie/Homographie – gleiche Schreibung von Wörtern, die verschiedene Bedeutungen haben
- Hydrographie – Lehre von Lage und Verlauf der Gewässer
- Hypergrafie/Hypergraphie – krankhafter Schreibzwang

## I
- Ideografie/Ideographie – Begriffsschrift
- Ikonografie/Ikonographie – im ursprünglichen Sinne Bildbeschreibung, dann Lehre von den Bildern
- Isografie/Isographie – ein Druckverfahren

## K
- Kalligrafie/Kalligraphie – Schönschrift
- Kardiografie/Kardiographie – bildgebendes Verfahren der Inneren Medizin für das Herz
  - Angiokardiografie/Angiokardiographie – Darstellung der Blutgefäße im Herzen mit Hilfe von Röntgenstrahlen
  - siehe oben Echokardiografie/Echokardiographie, Ultraschallkardiografie
  - siehe oben Elektrokardiografie/Elektrokardiographie
- Kartografie/Kartographie – das Kartenwesen, Kartierung
- Kinematografie/Kinematographie – Filmtechnik, Filmkunst (ursprünglich: Aufzeichnen von Bewegungen – bewegte Bilder)
- Klecksografie/Klecksographie – Faltbilder
- Kopigrafie/Kopigraphie – eine künstlerische grafische Technik
- Kosmografie/Kosmographie – Weltbeschreibung
- Kristallografie/Kristallographie – Wissenschaft von den Kristallen
- Kryptografie/Kryptographie – Wissenschaft der Verschlüsselung von Informationen

## L
- Lexikografie/Lexikographie – Wissenschaft vom Erstellen von Wörterbüchern
- Lithografie/Lithographie – Steindruckverfahren
- Lithostratigrafie/Lithostratigraphie – Schichtenkunde der Geologie
- Logografie/Logographie – Schriftzeichensysteme, in denen die Bedeutung einzelner Sprachausdrücke durch grafische Zeichen wiedergegeben wird
- Lomografie/Lomographie – Schnappschuss-Fotografie
- Ludografie/Ludographie – Spieleverzeichnis eines Spieleautors
- Luminografie/Luminographie – Verfahren zur Herstellung von Kopien
- Lymphografie/Lymphographie – bildgebendes Verfahren zur Darstellung von Lymphbahnen und Lymphknoten

## M
- Magnetografie/Magnetographie – Digitaldruckverfahren
- Mammografie/Mammographie – bildgebendes Verfahren der Inneren Medizin für die (meist) weibliche Brust
- Mechanografie/Mechanographie – diagnostisches Messverfahren zur Bewegungsleistung
- Mediagrafie/Mediagraphie – Medienverzeichnis oder -sammlung
- Megalografie/Megalographie – (über-)lebensgroße Bilder
- Metallografie/Metallographie – Methode zur Feststellung des Gefügeaufbaus von Metallen
- Mikrografie/Mikrographie – krankhafte Verkleinerung der Schrift (Medizin)
- Monografie/Monographie – Einzelschrift
- Motografie/Motographie – Aufzeichnung von Bewegungsabläufen
- Myelografie/Myelographie – bildgebendes Verfahren, bei dem ein Kontrastmittel in den Wirbelkanal gespritzt wird
- Mythografie/Mythographie – Sammlung und Interpretation von Mythen

## N
- Neografie/Neographie – Abweichung von einer bisher vorherrschenden Schreibart, speziell verbesserte Darstellung von Neumen des Gregorianischen Gesanges
- Netnografie/Netnographie – Übertragung ethnographischer Forschungsmethoden auf das Internet (vergleiche Webnografie/Webnographie)

## O
- Optografie/Optographie – Wissenschaft der Netzhautbilder von Verstorbenen
- Orografie/Orographie – Höhenbeschreibung (der Erdoberfläche)
- Orohydrografie/Orohydrographie – Gebirgs- und Wasserlaufbeschreibung
- Orthografie/Orthographie – Rechtschreibung
- Orthopantomografie/Orthopantomographie – bildgebendes Verfahren der Zahnmedizin, von Siemens im Sinne von „rechtwinklige Panorama-Tomographie“ benannt
- Ozeanografie/Ozeanographie – Meereskunde

## P
- Paläografie/Paläographie – Lehre von alten Handschriften
- Panografie – Fototechnik
- Pantografie/Pantographie – Zeichnung mit einem Pantografen, einem mechanischen Präzisionsinstrument
- Pasigrafie/Pasigraphie – Universalschrift
- Pathografie/Pathographie – Lebensbeschreibung mit Schwerpunkt auf der Krankheitsgeschichte
- Pedografie/Pedographie – Darstellung der Druckbelastung des Fußes
- Petrografie/Petrographie – Gesteinskunde
- Phallografie/Phallographie – medizinisches Verfahren zur Messung von Erektionen
- Phlebografie/Phlebographie – medizinisches Untersuchungsverfahren der Venen
- Phonographie (selten Fonografie):
  - Phonographie (Linguistik) – die Zuordnung von Lauten zu Schriftzeichen, die Notation der Sprache
  - Tonaufzeichnung (in der Tontechnik)
- Photographie – siehe oben Fotografie
- Plethysmografie/Plethysmographie – Verfahren zur Messung der Volumenschwankungen eines Körperteils oder Organs
- Podografie/Podographie – siehe Pedografie/Pedographie
- Polarografie/Polarographie – Analyseverfahren für Ionen
- Polygrafie/Polygraphie – wörtlich „Vielschreiben“ (mehrere Bedeutungen)
- Polysomnografie/Polysomnographie – diagnostisches Verfahren zur Messung physiologischer Funktionen einer Person während des Schlafes (Abkürzung: PSG)
- Pornografie/Pornographie – direkte Darstellung der menschlichen Sexualität, vor allem des Sexualakts
- Posturografie/Posturographie – diagnostisches Verfahren des Gleichgewichtssinns
- Prosopografie/Prosopographie – Erforschung eines Personenkreises (Geschichtswissenschaft)
- Psychografie/Psychographie:
  - in der Psychologie – Beschreibung des Seelenzustandes (psyche Seele)
  - im Spiritismus – das angebliche Empfangen von geschriebenen Botschaften durch Geisterbeschwörung (Schreibmedium oder Psychograf)
- Ptychografie/Ptychographie – sehr hochauflösendes Mikroskopieverfahren

## R
- Radiografie/Radiographie – Bildgebungsverfahren mit elektromagnetischer Strahlung
- Raphigrafie/Raphigraphie – eine Blindenschrift
- Reprografie/Reprographie – Verfahren zur Reproduktion von Vorlagen
- Rhyparografie/Rhyparographie – Malerei von Alltagsgegenständen in der Antike
- Risografie/Risographie – Druckverfahren mit in Rotation versetzten Schablonen

## S
- Scanografie/Scanographie – fotografisches Verfahren unter Verwendung eines Scanners
- Selenografie/Selenographie – Mondkunde
- Serigrafie/Serigraphie – Siebdruck
- Shearografie/Shearographie – ein Laser-Messverfahren
- Sialografie/Sialographie – bildgebendes Verfahren zur Darstellung der Gänge der Speicheldrüsen
- Skenografie/Skenographie – Bühnenmalerei (vergleiche Szenografie/Szenographie)
- Skriptografie/Skriptographie – Schriftwerkverzeichnis
- Somatografie/Somatographie – grafische Methode zur Darstellung des menschlichen Körpers in technischen Zeichnungen
- Somnografie/Somnographie – Verfahren zur Aufzeichnung physiologischer Funktionen einer Person während des Schlafes
- Sonografie/Sonographie – bildgebendes Verfahren mit Ultraschall (auch Echografie/Echographie oder „Ultraschalluntersuchung“)
- Soziografie/Soziographie – empirische Sozialforschung
- Steganografie/Steganographie – Geheimschrift
- Stenografie/Stenographie – Kurzschrift, schreibbar im normalen Tempo der gesprochenen Sprache
- Stereografie/Stereographie – Verfahren der dreidimensionalen (räumlichen) Darstellung von Bildern
- Stiefografie/Stiefographie – ein Kurzschriftsystem
- Stratigrafie/Stratigraphie – Schichtenkunde (Geowissenschaften, Archäologie und Kunstgeschichte)
- Szenografie/Szenographie – Lehre oder Kunst der Inszenierung im Raum (vergleiche Skenografie/Skenographie)
- Szintigrafie/Szintigraphie – bildgebendes Verfahren der Nuklearmedizin

## T
- Telegrafie/Telegraphie – Fernschreibverfahren zur Nachrichtenübermittlung
- Thermografie/Thermographie – bildgebendes Verfahren zur Sichtbarmachung von Oberflächentemperaturen
- Tomografie/Tomographie – bildgebendes Verfahren der Medizin (wörtlich „Schichtenzeichnung“)
- Topografie/Topographie – wörtlich „Ortsbeschreibung“ (mehrere Bedeutungen)
- Typografie/Typographie – Lehre von der Schriftsetzung

## U
- Urografie/Urographie – bildgebendes Verfahren der ableitenden Harnwege

## V
- Ventrikulografie/Ventrikulographie – bildgebendes Verfahren zur Untersuchung der Herzkammer
- Videografie/Videographie – Aufnahme bewegter Bilder

## W
- Webnografie/Webnographie – sozialwissenschaftliche Forschungsmethode über soziale und kulturelle Praktiken unter Beachtung von Interaktionen mit dem Internet (vergleiche Netnografie/Netnographie)

## X
- Xerografie/Xerographie – Elektrofotografie (bekannter als Fotokopie)
- Xylografie/Xylographie – Sammelbegriff für Druckverfahren, die mit hölzernen Druckstöcken arbeiten

## Z
- Zerografie/Zerographie – ein Verfahren, in Wachs zu gravieren
- Zinkografie/Zinkographie – Druckverfahren mit Zinkplatten